# Le Pontet (Vaucluse)
Le Pontet is een gemeente in het Franse departement Vaucluse (regio Provence-Alpes-Côte d'Azur). De plaats maakt deel uit van het arrondissement Avignon. Le Pontet telde op 1 januari 2022 17.985 inwoners.

## Geschiedenis
Le Pontet lag in de Comtat Venaissin, de pauselijke staat die pas in 1791 een deel van Frankrijk werd.
In de gemeente lagen in de 16e eeuw twee kasteeldomeinen: dat van Fargues dat eigendom was van de pausen en dat van Cassagne. Kanalen en watermolens zorgden voor economische bedrijvigheid: vanaf de 14e eeuw de productie van papier en vanaf de 18e eeuw textielnijverheid en de productie van rode kleurstof uit meekrap. Verder bleef tot het midden van de 20e eeuw de landbouw een belangrijke activiteit met wijnbouw en veeteelt. Vanaf de 19e eeuw vestigde zich steeds meer industrie in Le Pontet langs de Rhône.
In 1925 kreeg Le Pontet de gemeentestatus. Voordien was Le Pontet een deel van de gemeente Avignon.

## Geografie
De oppervlakte van Le Pontet bedroeg op 1 januari 2022 10,77 vierkante kilometer; de bevolkingsdichtheid was toen 1.669,9 inwoners per km². De gemeente ligt ten oosten van Avignon aan de Rhône.
De onderstaande kaart toont de ligging van Le Pontet met de belangrijkste infrastructuur en aangrenzende gemeenten.

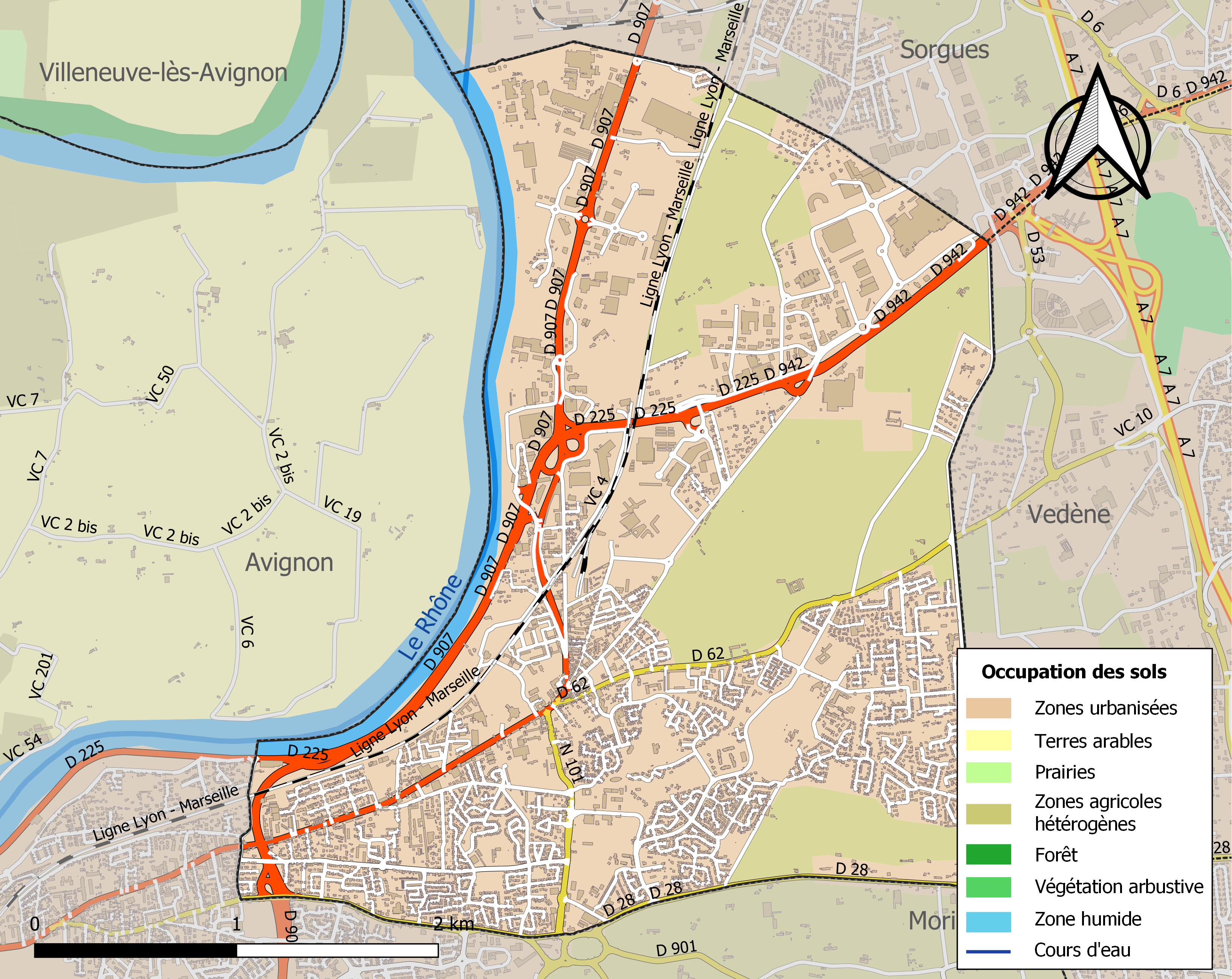

## Demografie
Onderstaande figuur toont het verloop van het inwonertal (bron: INSEE-tellingen).